# Zolang je bij me bent (Jan Smit)
Zolang je bij me bent is een lied van de Nederlandse zanger Jan Smit. Het werd in 2021 als single uitgebracht en stond in 2022 als zesde track op het album Boven Jan.

## Achtergrond
Zolang je bij me bent is geschreven door Alain Clark, Jan Smit en Thomas Tol en geproduceerd door Tol. Het is een lied uit de genres nederpop en palingsound. In het lied vertelt de liedverteller hoe veel hij van zijn geliefde houdt en dat wat voor ergs er ook gebeurt, als hij met haar is het allemaal niet uitmaakt. Het was voor het eerst in drie jaar tijd dat de zanger nieuwe muziek uitbracht, nadat hij lange tijd met een burn-out kampte. De single was de voorloper van een nieuw album van de zanger, welke eind 2022 werd uitgebracht. De single heeft in Nederland de gouden status.
De videoclip is opgenomen in Hoenderloo en toont een vakantievierende Jan Smit. Dit werd gedaan om het gevoel van een vakantie in eigen land na te bootsen.

## Hitnoteringen
De zanger had weinig succes met het lied in de Nederlandse hitlijsten. De Single Top 100 werd niet bereikt en er was ook geen notering in de Top 40. Bij laatstgenoemde was er wel de dertiende plaats in de Tipparade.